# The Tango in Tuckerville
The Tango in Tuckerville è un cortometraggio muto del 1914. Non si conosce il nome del regista del film prodotto dalla Edison.

## Produzione
Il film fu prodotto dalla Edison Company.

## Distribuzione
Distribuito dalla General Film Company, il film - un cortometraggio in una bobina - uscì nelle sale cinematografiche degli Stati Uniti l'8 giugno 1914.